# Ernest Hello
Ernest Hello (Lorient, 4 novembre 1828 – Lorient, 14 luglio 1885) è stato uno scrittore e critico letterario francese apologista cristiano.
Suo padre era un avvocato che lavorava alla Corte di cassazione a Parigi. Fin dalla prima infanzia ebbe problemi di salute a causa di una malattia della spina dorsale o delle ossa, il che gli causò molti problemi nel lavoro ed è probabilmente alla base della vena malinconica che si ritrova in molti suoi scritti. Dopo aver studiato a Rennes ed essersi diplomato al collegio Luois Le Grand di Parigi si dedicò agli studi di legge seguendo la volontà paterna, ma li abbandonò presto per dedicarsi alla teologia da cui era stato attratto a causa della sua ammirazione per Jean-Baptiste Henri Lacordaire e Joseph Gratry.
Nel 1857 sposò Zoë Berthier, di dieci anni maggiore di lui, figlia di un ufficiale dell'esercito e discreta scrittrice. Nello stesso anno fondò assieme a Georges Seigneur il periodico "Le Croisé", a cui collaborarono anche Louis Veuillot e Léon Gautier. Nonostante il buon successo ottenuto il giornale chiuse dopo due soli anni a causa di differenze di vedute tra i due fondatori. La sua attività sulla stampa continuò però ininterrottamente come firma di diverse altre pubblicazioni.
A questi impegni affiancò una parallela produzione letteraria, varia nella forma ma uniforme nello spirito. Iniziò con il saggio M. Renan, l'Allemagne et l'athéisme au XIXe siècle, pubblicato nel 1858, studio su Ernest Renan ben accolto ma presto dimenticato dal pubblico. Questa opera sarebbe stata poi ripubblicata in versione ampliata dopo la sua morte con il titolo di Philosophie et atheism. Nel 1872 pubblica L'uomo (L'homme), considerato la sua opera più importante, è costituito da una raccolta di saggi che analizzano l'uomo da tre distinti punti di vista: nella vita, nella scienza e nell'arte. In polemica con il positivismo ateo, Hello per la sua analisi rifiutava il metodo di Cartesio e si rifaceva ai principi enunciati nelle Sacre Scritture.
In seguito pubblicò Physionomies de saints (1875), che sarebbe stato poi tradotto in inglese nel 1903 e sarebbe diventato la sua opera più nota in Inghilterra, Contes extraordinaires (1879), Les Plateaux de la balance (1880) e, pubblicato postumo, Le siècle (1896). Si cimentò anche come traduttore con le versioni in francese delle Visioni di Angela da Foligno e di alcune opere di Jan Ruysbroeck, mistico del XIII secolo.

## Stile
(Joris Karl Huysmans, in Controcorrente (1884)
Nel suo romanzo Controcorrente Joris Karl Huysmans dedica alcune pagine ad un'analisi sulla figura di Hello, nella quale riconosce lui una spiccata perspicacia nell'analisi psicologica ma ne critica il fanatismo religioso, lo stile profetico e le pretese di profondità Alcuni anni dopo, in seguito alla sua conversione, Huysmans avrebbe rivisto in parte il suo parere, dichiarando di ammirare l'opera di Hello e definendolo Tra gli scrittore del suo genere addirittura [...] l'unico che pensasse, pur continuando a giudicarlo un traduttore pedante e bacchettone.
Commentatori di dichiarato orientamento cattolico riscontrano invece in lui una chiara percezione dei principi fondamentali unita ad uno stile semplice e nobile.

## Opere tradotte in italiano
- L'homme. La Vie - La science - L'art, 1872 (L'uomo, trad. di Giuseppe Vannicola, Carabba, Lanciano, 1912, ristampa 2008; trad. di Francesco Berti, Firenze, Rinascimento del libro, 1928; trad. di Gennaro Auletta, Alba, Paoline, 1958)
- Physionomie des saints, 1875 (Profili di santi, trad. di R. Ciampini, Rinascimento del libro, Firenze, 1930; Fisionomie di santi, trad. di Gennaro Auletta, Bari, Paoline, 1959; Fisionomie di santi, trad. di Maria Damerini, Torino, Fògola, 1977)
- Les Plateaux de la balance, 1880 (La bilancia, trad. di A. Pincherle, Lanciano, Carabba, 1926)
- Consigli per la direzione delle opere giovanili, trad. di N.B., Torino-Roma, Marietti, 1935
- Contes extraordinaires, 1879 (Racconti straordinari, trad. di Piero Romoli, Torino, Società Editrice Internazionale, 1936; trad. di Carlo Cumano, Francavilla al Mare, Paoline, 1965)
- Le Siècle, les hommes et les idées, 1896 (Le idee del secolo, a cura di Gennaro Auletta, Roma, Anonima Veritas, 1947; Il secolo e i secoli, Alba, Paoline, 1958)
- Paroles de Dieu, 1899 (Le parole di Dio, trad. di Raffaele Ciampini, Firenze, Rinascimento del libro, 1933)
- Le più belle pagine, trad. di Francesco Piva, Firenze, Libreria Editrice Fiorentina, 1927
- La passione, Milano, IEI, 1948